# Lubāns-meer
Het Lubāns-meer (Lets: Lubāns, ook: Lubānas ezers of Lubāna ezers) is het grootste meer van Letland. Het bevindt zich op de grens van Rēzeknes novads en Madonas novads, en historisch vormt het de grens tussen Vidzeme en Letgallen.
Het meer ligt in een depressie in het oosten van Letland en wordt gevoed door de rivieren Rēzekne en Malta en watert via de Aiviekste uit in de Westelijke Dvina.

## Regulering
Om de regelmatige voorjaarsoverstromingen in te perken werden al sinds het midden van de 19e eeuw verschillende dammen, sluizen, kanalen en sloten gebouwd. Bij een overstroming in de vroege 20e eeuw werd een oppervlakte van 650 km² overspoeld. Door het reguleren van de uitstroom in de Aiviekste in 1929/39 daalde het waterpeil met enkele meters. Het Meirān-kanaal in het zuidwesten van het meer leidt de Malmuta en Lisiņa, die voorheen in het meer stroomden, direct in de Aiviekste. 
Het laagste waterpeil van het meer was in het midden van de jaren 1970. Voor enige tijd was het Rāznas-meer het grootste meer van Letland. Ongeveer 180 km² voormalige moerassen en uiterwaarden in het Lubāns-bekken zijn nu drooggelegd en bewerkt.
De oppervlakte van het meer varieert sterk met het waterniveau:
- 1850: 97,7 km² (92,75 m boven de zeespiegel)
- 1900: 90,4 km²
- 1974: 24,85 km² (90,7 m boven de zeespiegel)
- 1995: 80,7 km²

## Natuurbehoud
Sinds 1999 bestaat er een natuurgebied, dat aanzienlijk is uitgebreid in 2009. De fusie van 12 natuurgebieden rond de Lubāns maakte het een van de grootste beschermde natuurgebieden van Letland, Lubāna mitrāja dabas liegums (Lubāns drasland natuurreservaat). De draslanden zijn een belangrijk broedgebied voor een aantal zeldzame vogelsoorten. In het meer leven 14 verschillende vissoorten.
Het gebied is sinds 2002 opgenomen in het Natura 2000-netwerk van beschermde gebieden. 